# 德川治濟
德川治濟（1751年12月23日—1827年3月17日），御三卿一橋德川家第2代當主，德川幕府第十一代將軍德川家齊生父。

## 生平
德川治濟在寶曆元年十一月初六日（1751年12月23日）出生，是德川宗尹的第四子，幼名豐之助，由於兄長松平重昌和松平重富都繼承了福井藩藩主位置，所以在寶曆八年（1757年）被立為嫡子（一橋家繼嗣）。寶曆十二年（1762年）十二月初一他元服，接受幕府將軍德川家治的偏諱，改名治濟，並敘任民部卿。明和八年（1764年）閏十二月二十一父親過世，他繼任一橋家當主。
幕府重臣田沼意次主政期間，意次的弟弟意誠和姪子意致也是一橋家家老，可能是受意次推薦，治濟八歲的家齊成為幕府將軍家治的養嗣子。天明六年（1786年），家治去世，翌年家齊成為德川幕府第十一代將軍，不久立刻罷免意次，剷除田沼派的人。
天明八年（1788年），將軍家齊嘗試為父親治濟爭取大御所待遇而與幕閣不和，並引致後來的尊號一件事件。最後治濟無法得到大御所稱呼，二人一怒下將剷除田沼派時任用的松平定信罷免。
文政元年（1818年）治濟出家，法號「穆翁」，與薩摩藩藩主島津重豪（榮翁）及家齊側室專行院養父中野清茂（碩翁）合稱「三翁」。此後治濟官位一直升進到從一位准大臣，直到去世前也對幕府有很大影響力。
文政十年二月二十日（1827年3月17日）德川治濟逝世，享壽七十五歲。六子齊敦繼承其位成為一橋家家督，翌年，文政十一年（1828年）迫贈內大臣，文政十二年（1829年）追贈太政大臣。